# Fútbol en Islandia

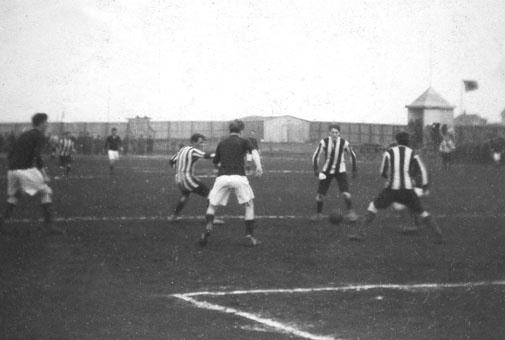
Partido entre el KR y el Fram en 1912.

El fútbol es el deporte más popular en Islandia. La Federación de Fútbol de Islandia (KSÍ) es el máximo organismo del fútbol profesional en Islandia y fue fundada en 1947, aunque se afilió a la UEFA en 1954. La KSÍ organiza la Úrvalsdeild Karla —la primera y máxima competición de liga del país— y gestiona la selección nacional masculina y femenina. En 1997, Islandia acogió el Campeonato de Europa Sub-18 de la UEFA. El jugador más famoso del país es Eiður Guðjohnsen, exdelantero del FC Barcelona y Chelsea, entre otros, además de ser el primer islandés en ganar una Champions League.

## Competiciones oficiales entre clubes
Fútbol masculino
- Úrvalsdeild Karla: es la primera división del fútbol islandés. Fue fundada en 1912 y está compuesta por 12 clubes. El campeón tiene acceso a disputar la UEFA Champions League mientras que el segundo y tercero acceden a la UEFA Europa League.
- 1. deild karla: es la segunda división en el sistema de ligas islandés. Está compuesta por 12 clubes, de los cuales dos ascienden a la Úrvalsdeild Karla.
- 2. deild karla: es la tercera división en el sistema de ligas de Islandia. El número de clubes es de 12 equipos.
- 3. deild karla: es la cuarta división en el sistema de ligas de Islandia. El número de clubes es de 10.
- 4. deild karla: es la quinta y última división en el sistema de ligas de Islandia. Fue fundada en 2013 y el número de clubes es de 24 equipos repartidos en tres grupos.
- Copa de Islandia: es la copa nacional del fútbol islandés, cuyo campeón tiene acceso a disputar la UEFA Europa League.
- Deildabikar: es la copa de la liga del fútbol islandés, disputada antes del comienzo de la temporada.
- Supercopa de Islandia: competición que enfrenta al campeón de la Úrvalsdeild Karla y al campeón de Copa.

Fútbol femenino
- Úrvalsdeild kvenna: es la primera división del fútbol islandés para mujeres. Fue fundada en 1972 y está compuesta por 10 clubes. El campeón obtiene un pase a la Women's Champions League.
- 1. deild kvenna: es la segunda división en el sistema de ligas islandés para mujeres. Está compuesta por 17 clubes, divididos en dos grupos, de los cuales dos ascienden a la Úrvalsdeild kvenna.
- Copa femenina de Islandia: es la copa nacional del fútbol islandés para mujeres.
- Supercopa femenina de Islandia: competición que enfrenta al campeón de la Úrvalsdeild Kvenna y al campeón de Copa.

## Selecciones de fútbol de Islandia

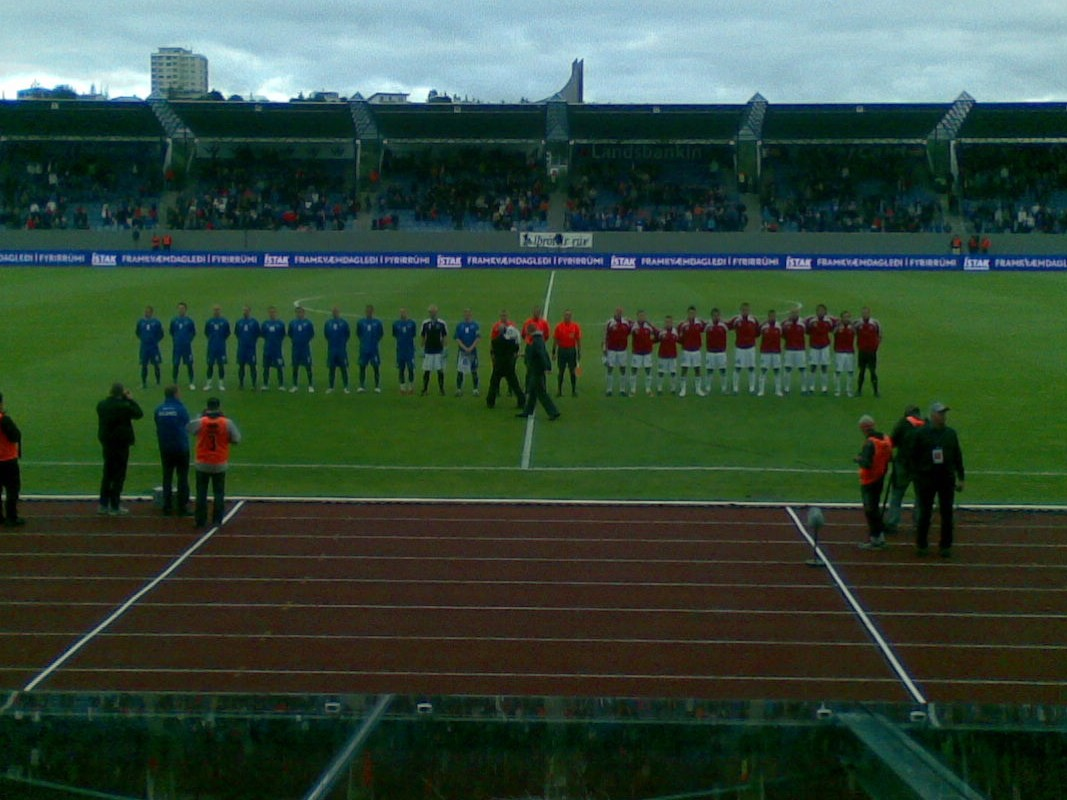
La selección islandesa en un partido en 2009 en Laugardalsvöllur.

### Selección absoluta de Islandia
La selección de Islandia, en sus distintas categorías está controlada por la Federación de Fútbol de Islandia.
El equipo islandés disputó su primer partido oficial el 17 de julio de 1946 en Reikiavik ante Dinamarca, partido que se resolvió con victoria de los islandeses por 3-0. Previamente, el 29 de julio de 1930, el equipo islandés disputó un partido no oficial frente a Islas Feroe que ganó por 0-1.
En 2013, accedió al repechaje europeo para clasificar al Mundial de 2014, sin embargo no pudo vencer a Croacia. En 2015, Islandia logró su primera clasificación a una Eurocopa, la cual se disputará en 2016 en Francia. Rúnar Kristinsson, con 104 internacionalidades, es el jugador que más veces ha vestido la camiseta de la selección nacional.
El 9 de octubre de 2017, Islandia hace historia al vencer a Kosovo 2-0 y así clasificar a la Copa del Mundo de 2018 en Rusia, siendo esta su primera aparición en dicha competencia.

### Selección femenina de Islandia
La selección femenina debutó el 20 de septiembre de 1981 ante la selección de la Escocia en un partido que ganaron las escocesas por 3-2 en Kilmarnock. La selección femenina de Islandia ha participado en dos Eurocopas, la primera de ellas en 1995, pero aún no ha participado en una fase final de la Copa del Mundo.